# Юнгмарк, Эбба
Эбба Анна Юнгмарк (швед. Ebba Anna Jungmark; род. 10 марта 1987, Унсала, Швеция) — шведская прыгунья в высоту.
Первого серьезного успеха добилась в 2006 году, заняв пятое место на чемпионате мира среди юниоров, в 2007 году выиграла бронзовую награду на чемпионате Европы среди юниоров. На чемпионате мира 2007 года не смогла выйти в финал. Победительница национальной ассоциации студенческого спорта 2008 года. В 2010 году стала десятой на взрослом чемпионате мира. В 2011 году выиграла бронзовую медаль чемпионата Европы в помещениях в Париже. На мировом первенстве 2011 года в Тэгу не смогла выйти в финал, заняв 9-е место в квалификации. В 2012 году с результатом 1,95 заняла второе место на чемпионате мира в помещениях в Стамбуле.